# باول ألارد
باول ألارد (بالفرنسية: Paul Allard)‏ هو عالم آثار ومؤرخ فرنسي، ولد في 15 سبتمبر 1841 في روان في فرنسا، وتوفي في 4 ديسمبر 1916 في Senneville-sur-Fécamp ‏ في فرنسا.